# Kasteel van de Roye-de Menten de Horne

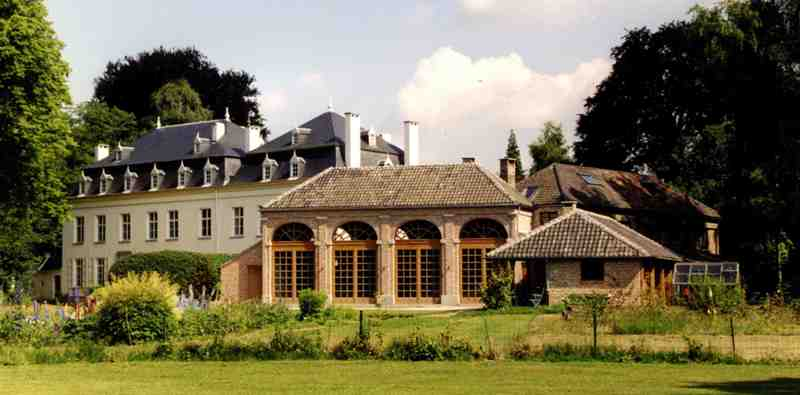
Kasteel met bijgebouwen

Het Kasteel van de Roye-de Menten de Horne is een kasteel in de Antwerpse plaats Meerhout, gelegen tussen de dorpskom en de buurt Berg aan Veldstraat 72.

## Geschiedenis
Het kasteel was eertijds een buitenhuis van de familie de Roye. De kern van het huidige kasteel is 16e-eeuws, maar de oudste herkenbare delen zijn 18e-eeuws en omvatten onder meer een salon uit die tijd. Het kasteel is echter voornamelijk 19e-eeuws. Verbouwingen werden onder meer uitgevoerd in 1842, 1855 en 1885.
Het park met vijver werd in 1844 opnieuw aangelegd.

## Domein
Er is een kasteel op rechthoekige plattegrond en gedekt door mansardedaken. Het interieur is, behoudens een 18e-eeuws salon, voornamelijk 19e-eeuws. Oostelijk van het kasteel vindt men een koetshuis en stallen rond een gekasseide binnenplaats. Ten zuiden hiervan een veel nieuwere oranjerie die gemodelleerd werd naar het koetshuis. Dan is er een bakhuis met nabijgelegen waterput en een 18e-eeuws tuinpaviljoen, wellicht van 1791.